# Цирка
Цирка (болг. Цирка) — село в Болгарии. Находится в Смолянской области, входит в общину Мадан. Население составляет 115 человек.

## Политическая ситуация
Цирка подчиняется непосредственно общине и не имеет своего кмета.
Кмет (мэр) общины Мадан — Атанас Александров Иванов (Болгарская социалистическая партия (БСП)) по результатам выборов в правление общины.